# Стаціонарна теорія збурень в квантовій механіці
Стаціонарна теорія збурень в квантовій механіці — теорія збурень, де гамільтоніан не залежить від часу. Теорія запропонована Шредінгером в 1926 році. Теорія може бути застосована для досить слабких збурень: {\displaystyle H=H_{0}+\lambda H_{1}}, при цьому параметр {\displaystyle \lambda } повинен бути настільки маленьким, щоб збурення не дуже спотворювало незбурений спектр {\displaystyle H^{0}}.

## Невироджений спектр
В теорії збурень рішення представляється у вигляді розкладання
{\displaystyle |n\rangle =|n^{0}\rangle +\lambda |n^{1}\rangle +\lambda ^{2}|n^{2}\rangle +...,}
{\displaystyle E_{n}=E_{n}^{0}+\lambda E_{n}^{1}+\lambda ^{2}E_{n}^{2}+...}
Звичайно, має бути вірне Рівняння Шредінгера:
{\displaystyle H|n\rangle =E_{n}|n\rangle .}
Підставляючи розкладання в це рівняння, отримаємо
{\displaystyle (H_{0}+\lambda H_{1})(|n^{0}\rangle +\lambda |n^{1}\rangle +\lambda ^{2}|n^{2}\rangle +...)=}
{\displaystyle (E_{n}^{0}+\lambda E_{n}^{1}+\lambda ^{2}E_{n}^{2}+...)(|n^{0}\rangle +\lambda |n^{1}\rangle +\lambda ^{2}|n^{2}\rangle +...)}
Збираючи складові однакового порядку по {\displaystyle \lambda }, отримаємо послідовності рівнянь
{\displaystyle H_{0}|n^{0}\rangle =E_{n}^{0}|n^{0}\rangle ,}
{\displaystyle H_{0}|n^{1}\rangle +H_{1}|n^{0}\rangle =E_{n}^{0}|n^{1}\rangle +E_{n}^{1}|n^{0}\rangle ,}
{\displaystyle H_{0}|n^{2}\rangle +H_{1}|n^{1}\rangle =E_{n}^{0}|n^{2}\rangle +E_{n}^{1}|n^{1}\rangle +E_{n}^{2}|n^{0}\rangle .}
і т. д. Ці рівняння повинні вирішуватися послідовно для отримання {\displaystyle E_{n}^{k}} и {\displaystyle n^{k}}. Доданок з індексом {\displaystyle k=0} — це рішення для незбуреного рівняння Шредінгера, тому й говорять також про «наближення нульового порядку». Аналогічно кажуть про «наближення k-го порядку», якщо розраховують рішення до доданків {\displaystyle E_{n}^{k}} і {\displaystyle n^{k}}.
З другого рівняння отримуємо, що можна визначати однозначно рішення для {\displaystyle n^{1}} тільки з додатковими умовами, так як кожна лінійна комбінація {\displaystyle n^{1}} і {\displaystyle n^{0}} є рішенням. Виникає питання про нормалізацію. Ми можемо припустити, що {\displaystyle \langle n^{0}|n^{0}\rangle =1}, але в той же час з нормування точного рішення слід {\displaystyle \langle n|n\rangle =1}. Тоді в першому порядку (по параметру λ) для умови нормування потрібно покласти {\displaystyle \langle n^{0}|n^{1}\rangle +\langle n^{1}|n^{0}\rangle =0}. Оскільки вибір фази в квантовій механіці довільний, можна без втрати спільності сказати, що число {\displaystyle \langle n^{0}|n\rangle } дійсне. Тому {\displaystyle \langle n^{0}|n^{1}\rangle =-\langle n^{0}|n^{1}\rangle }, і, як наслідок, накладається додаткова умова що набуде вигляду:
{\displaystyle \langle n^{0}|n^{1}\rangle =0.}
Так як необурений стан {\displaystyle n^{0}} повинен бути нормований, відразу слід
{\displaystyle \lambda \langle n^{0}|n^{1}\rangle +\lambda ^{2}\langle n^{0}|n^{2}\rangle +\lambda ^{3}\langle n^{0}|n^{3}\rangle +\ldots =0}
і з цього
{\displaystyle \langle n^{0}|n^{k}\rangle =\delta _{0k}.}
Отримуємо поправку в першому порядку
{\displaystyle E_{n}^{1}=\langle n^{0}|H_{1}|n^{0}\rangle ,}
{\displaystyle |n^{1}\rangle =\sum _{m\neq n}{\frac {\langle m^{0}|H_{1}|n^{0}\rangle }{E_{n}^{0}-E_{m}^{0}}}|m^{0}\rangle ,}
і для поправки енергії в другому порядку
{\displaystyle E_{n}^{2}=\sum _{m\neq n}{\frac {|\langle m^{0}|H_{1}|n^{0}\rangle |^{2}}{E_{n}^{0}-E_{m}^{0}}}.}